# Leonhard Adam
Leonhard Adam (geboren 16. Dezember 1891 in Berlin; gestorben 9. September 1960 in Bonn) war ein deutscher Rechtswissenschaftler und Ethnologe. Zusammen mit Hermann Trimborn gab er das Lehrbuch der Völkerkunde (1958) heraus, das lange Zeit als Standardwerk galt. Seine Untersuchung Stammesorganisation und Häuptlingstum der Wakashstämme machte ihn in Ethnologenkreisen berühmt.

## Leben
Er war der Sohn des Kaufmanns Meinhardt Adam und studierte Rechtswissenschaften, Nationalökonomie, Sinologie und Völkerkunde an den Universitäten Berlin und Greifswald. Nach dem juristischen Examen arbeitete er erst als Rechtsanwalt, dann als Amts- und Landgerichtsrichter in Berlin und betrieb nebenher seine ersten ethnologischen Untersuchungen. Ab 1918 gab er die Zeitschrift für Vergleichende Rechtswissenschaft einschließlich der ethnologischen Rechtsforschung heraus.
Nach der Machtergreifung wurde ihm am 7. April 1933 gegen das gültige Recht gekündigt. Die neuen Machthaber warfen ihm vor, ein Jude und damit ein Mensch mit weniger Rechten zu sein. 1938 wurde Adam im Rahmen einer Arisierung seiner Zeitschrift beraubt. Die Zeitschrift wurde ab 1939 im Auftrag der Akademie für Deutsches Recht von Axel von Freytagh-Loringhoven herausgegeben. 1939 emigrierte Adam in das Vereinigte Königreich, wo er 1940 das Buch Primitive art veröffentlichte.
Noch im selben Jahr wurde er als Enemy Alien nach Australien deportiert. Dort konnte er ab 1942 seine ethnologischen Forschungen fortsetzen und war auch als Dozent an der Universität Melbourne tätig.
1957 kehrte Adam in die Bundesrepublik Deutschland zurück.

## Schriften (Auswahl)
- Stammesorganisation und Häuptlingstum der Wakashstämme, (= Sonderabdruck aus Zeitschrift für vergleichende Rechtswissenschaft, XXXV. Band, 3./3. Heft, S. 105–430). Stuttgart: Enke, 1919
- Hochasiatische Kunst, Stuttgart: Strecker & Schröder, 1923
- Buddhastatuen: Ursprung und Formen der Buddhagestalt, Stuttgart: Strecker u. Schröder, 1925
- (mit Gerhard Schacher): Der Gründeranteil des französischen Aktienwesens: seine wirtschaftliche Bedeutung und seine Rechtsnatur; nebst Text und Übersetzung des französischen Gesetzes vom 23. Januar 1929. Stuttgart: Enke, 1930
- mit Erich Schultz-Ewerth, Hrsg.: Das Eingeborenenrecht: Sitten und Gewohnheitsrechte der Eingeborenen der ehemaligen deutschen Kolonien in Afrika und in der Südsee. Gesammelt im Auftrag der damaligen Kolonialverwaltung von Beamten und Missionaren der Kolonien, geordnet und kommentiert von früheren Kolonialbeamten, Ethnologen und Juristen, zwei Bände, Stuttgart: Strecker und Schröder, 1929–1930
  - Band 1 Ostafrika
  - Band 2 Togo, Kamerun, Südwestafrika, die Südseekolonien
- Primitive art, Harmondsworth: Penguin Books, 1940
- mit Hermann Trimborn, Hrsg.: Lehrbuch der Völkerkunde. 3., umgearb. Auflage. – Stuttgart: Enke, 1958.